# Clanis peterseni
Clanis peterseni là một loài bướm đêm thuộc họ Sphingidae. Nó được tìm thấy ở Philippines.